# Tim Pocock

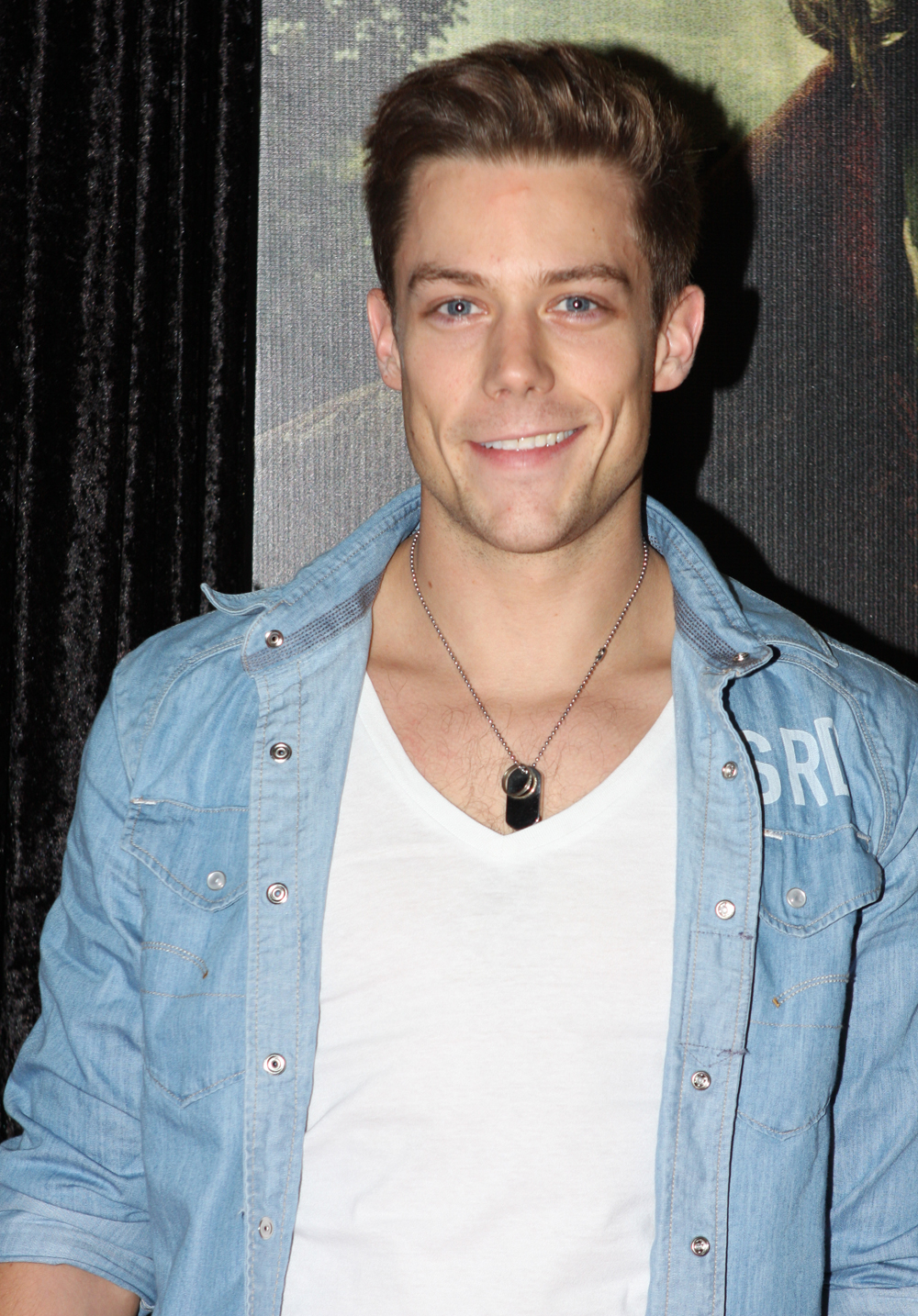
Tim Pocock (2012)

Tim Pocock (* 24. Oktober 1985) ist ein australischer Schauspieler.

## Leben
Erstmals vor der Kamera stand Pocock 2006 für ein Musikvideo des Sängers Raen. Als Filmschauspieler debütierte er 2009 in dem Kinofilm X-Men Origins: Wolverine, er übernahm die Rolle des Scott Summers. Im selben Jahr erhielt er einen Werbevertrag von der Automarke VW.
Zwischen 2010 und 2012 trat er regelmäßig in der Fernsehserie Dance Academy – Tanz deinen Traum! auf. Dort stand er auch mit seiner Freundin Dena Kaplan gemeinsam vor der Kamera. Die beiden spielten auch zusammen NBC-Serie Camp mit, die jedoch nach der ersten Staffel eingestellt wurde.

## Filmografie (Auswahl)
- 2009: X-Men Origins: Wolverine
- 2010–2012: Dance Academy – Tanz deinen Traum! (Dance Academy, Fernsehserie, 52 Episoden)
- 2011: Home and Away (Soap)
- 2013: Camp (Fernsehserie, 10 Folgen)
- 2017: Marvel’s Runaways (Fernsehserie, 1 Folge)